# チャレンジリーグ (スイス)
チャレンジリーグ（Challenge League、スポンサー名を冠する場合はBrack.ch Challenge Leagueとなる）は、スイスサッカーリーグ（スイス・フットボールリーグ、Swiss Football League）の最上位に位置するスーパーリーグから数えて1つ下に位置するリーグで、国内リーグでは2部相当に位置する。そのさらに下位にはプロモーションリーグと呼ばれる3部相当のリーグがある。1897年に創設され、2018年現在は10のサッカークラブが所属している。

## 日程
リーグ戦は毎年7月から5月にかけて、4回戦総当りで行われる。

## 昇格
リーグ優勝クラブがスーパーリーグに自動昇格し、最下位クラブがプロモーションリーグに自動降格する。
2003-04シーズンから2011-12シーズン、2018-19シーズンからはこれに加え、スーパーリーグ9位のクラブとチャレンジリーグ2位のクラブによるホーム・アンド・アウェー方式の入れ替え戦を実施している。

## 名称変更
- 1897-1922 セリエB
- 1922-1930 セリエ・プロモーション
- 1930-1931 2.リーガ
- 1931-1944 1.リーガ
- 1944-2003 ナショナルリーガB
- 2003-現在 チャレンジリーグ

## 2022-23シーズン所属クラブ
| クラブ名                       | ホームタウン           | ホームスタジアム                             | 収容人数 |
| ------------------------------ | ---------------------- | -------------------------------------------- | -------- |
| FCアーラウ                     | アーラウ               | シュタディオン・ブリュックリフェルト         | 8,000    |
| ACベッリンツォーナ             | ベッリンツォーナ       | スタディオ・コムナーレ                       | 5,000    |
| FCスタッド・ローザンヌ・ウシー | ローザンヌ             | スタッド・オランピック・ドゥ・ラ・ポンテーズ | 8,500    |
| FCローザンヌ・スポルト         | ローザンヌ             | スタッド・ドゥ・ラ・トゥリーエル             | 12,544   |
| ヌーシャテル・ザマックスFCS    | ヌーシャテル           | スタッド・ドゥ・ラ・マラディエール           | 12,000   |
| FCシャフハウゼン               | シャフハウゼン         | シュタディオン・ブライテ                     | 7,300    |
| FCトゥーン                     | トゥーン               | シュトックホルン・アレナ                     | 10,000   |
| FCファドゥーツ                 | ファドゥーツ           | ラインパーク・シュタディオン                 | 7,584    |
| FCヴィル1900                   | ヴィル                 | リトル・アレナ                               | 6,010    |
| イヴェルドン＝スポールFC       | イヴェルドン・レ・バン | スタッド・ムニシパル                         | 6,600    |

## 歴代優勝クラブ
| シーズン | 優勝                     | 準優勝                   | 昇格プレーオフ |
| -------- | ------------------------ | ------------------------ | --- |
| 2003-04  | シャフハウゼン           | FCファドゥーツ           | 第1戦 ヌーシャテル・ザマックス 2-0 FCファドゥーツ 第2戦 FCファドゥーツ 2-1 ヌーシャテル・ザマックス 合計 3-2でヌーシャテル・ザマックスが残留 |
| 2004-05  | イヴェルドン＝スポールFC | FCファドゥーツ           | 第1戦 FCシャフハウゼン 1-1 FCファドゥーツ 第2戦 FCファドゥーツ 0-1 FCシャフハウゼン 合計 2-1でFCシャフハウゼンが残留                         |
| 2005-06  | FCルツェルン             | FCシオン                 | 第1戦 FCシオン 0-0 ヌーシャテル・ザマックス 第2戦 ヌーシャテル・ザマックス 0-3 FCシオン 合計 3-0でFCシオンが昇格                             |
| 2006-07  | ヌーシャテル・ザマックス | ACベッリンツォーナ       | 第1戦 ACベッリンツォーナ 1-2 FCアーラウ 第2戦 FCアーラウ 3-1 ACベッリンツォーナ 合計 5-2でFCアーラウが残留                                   |
| 2007-08  | FCファドゥーツ           | ベッリンツォーナ         | 第1戦 ACベッリンツォーナ 3-2 FCザンクト・ガレン 第2戦 FCザンクト・ガレン 0-2 ACベッリンツォーナ 合計 5-2でACベッリンツォーナが昇格           |
| 2008-09  | FCザンクト・ガレン       | FCルガーノ               | 第1戦 FCルガーノ 1-0 FCルツェルン 第2戦 FCルツェルン 5-0 FCルガーノ 合計 5-1でFCルツェルンが残留                                             |
| 2009-10  | FCトゥーン               | FCルガーノ               | 第1戦 ACベッリンツォーナ 2-1 FCルガーノ 第2戦 FCルガーノ 0-0 ACベッリンツォーナ 合計 2-1でACベッリンツォーナが残留                           |
| 2010-11  | FCローザンヌ＝スポール   | セルヴェットFC           | 第1戦 ACベッリンツォーナ 1-0 セルヴェットFC 第2戦 セルヴェットFC 3-1 ACベッリンツォーナ 合計 3-2でセルヴェットFCが昇格                       |
| 2011-12  | FCザンクト・ガレン       | FCアーラウ               | 第1戦 FCシオン 3-0 FCアーラウ 第2戦 FCアーラウ 1-0 FCシオン 合計 3-1でFCシオンが残留                                                         |
| 2012–13  | FCアーラウ               | ACベッリンツォーナ       | |
| 2013–14  | FCファドゥーツ           | FCルガーノ               | |
| 2014-15  | FCルガーノ               | セルヴェットFC           | |
| 2015-16  | FCローザンヌ＝スポール   | ヴィル                   | |
| 2016-17  | FCチューリッヒ           | ヌーシャテル・ザマックス | |
| 2017-18  | ヌーシャテル・ザマックス | FCシャフハウゼン         | |
| 2018-19  | セルヴェットFC           | FCアーラウ               | 第1戦 ヌーシャテル・ザマックス 0-4 FCアーラウ 第2戦 FCアーラウ 0-4 ヌーシャテル・ザマックス 合計 4-4、PK4-5でヌーシャテル・ザマックスが残留  |
| 2019-20  | FCローザンヌ・スポルト   | FCファドゥーツ           | 第1戦 FCファドゥーツ 2-0 FCトゥーン 第2戦 FCトゥーン 3-4 FCファドゥーツ 合計 5-4でFCファドゥーツが昇格                                       |
| 2020-21  |                          |                          | |

## 歴代降格クラブ
| シーズン | クラブ名                                                                                             |
| -------- | --- |
| 2003-04  | SRドゥレモン                                                                                         |
| 2004-05  | FCビュル                                                                                             |
| 2005-06  | FCバーデン メランFC                                                                                  |
| 2006-07  | FCボールム SCヤング・フェローズ・ユヴェントゥス                                                      |
| 2007-08  | SCクリーンス SRドゥレモン FCキアッソ SCヒャーム                                                      |
| 2008-09  | FCコンコルディア・バーゼル FCラ・ショー＝ド＝フォン                                                  |
| 2009-10  | FCル・モン＝シュル・ローザンヌ FCゴッサウ                                                            |
| 2010-11  | FCシャフハウゼン イヴェルドン＝スポールFC                                                            |
| 2011-12  | FCスタッド・ニヨン エトワール・カルージュFC SRドゥレモン SCクリーンス SCブリュール・ザンクト・ガレン |
| 2012-13  | ACベッリンツォーナ                                                                                   |
| 2013-14  | FCローザンヌ＝スポール                                                                               |
| 2014-15  | FCアーラウ                                                                                           |
| 2015-16  | FCチューリッヒ                                                                                       |
| 2016-17  | FCファドゥーツ                                                                                       |
| 2017-18  | ヌーシャテル・ザマックス                                                                             |
| 2018-19  | セルヴェットFC                                                                                       |
| 2019-20  | ヌーシャテル・ザマックス FCトゥーン                                                                  |
| 2020-21  | |